# Podul Triplu din Ljubljana
Podul Triplu (în slovenă Tromostovje, în surse mai vechi de asemenea Tromostje) cuprinde trei poduri care se întind peste râul Ljubljanica⁠(d) din Ljubljana, capitala Sloveniei. Acesta leagă orașul medieval istoric de pe malul sud-estic cu Piața Prešeren de pe malul nord-vestic. Datând din secolul al 13-lea, este considerat cel mai vechi pod din Ljubljana. La începutul anilor 1930, arhitectul Jože Plečnik l-a redesenat și extins. În august 2021, Podul Triplu a fost adăugat la Lista Patrimoniului Mondial UNESCO ca parte a moștenirii lui Plečnik.

## Descriere
Podul central este parțial construit din calcar Glinica. Alte părți sunt construite din beton. Balustradele cu 642 de baluștri sunt realizate din beton. Platforma este pavată cu blocuri de granit așezate în 2010. Anterior, era pavată cu asfalt.

## Istoriс

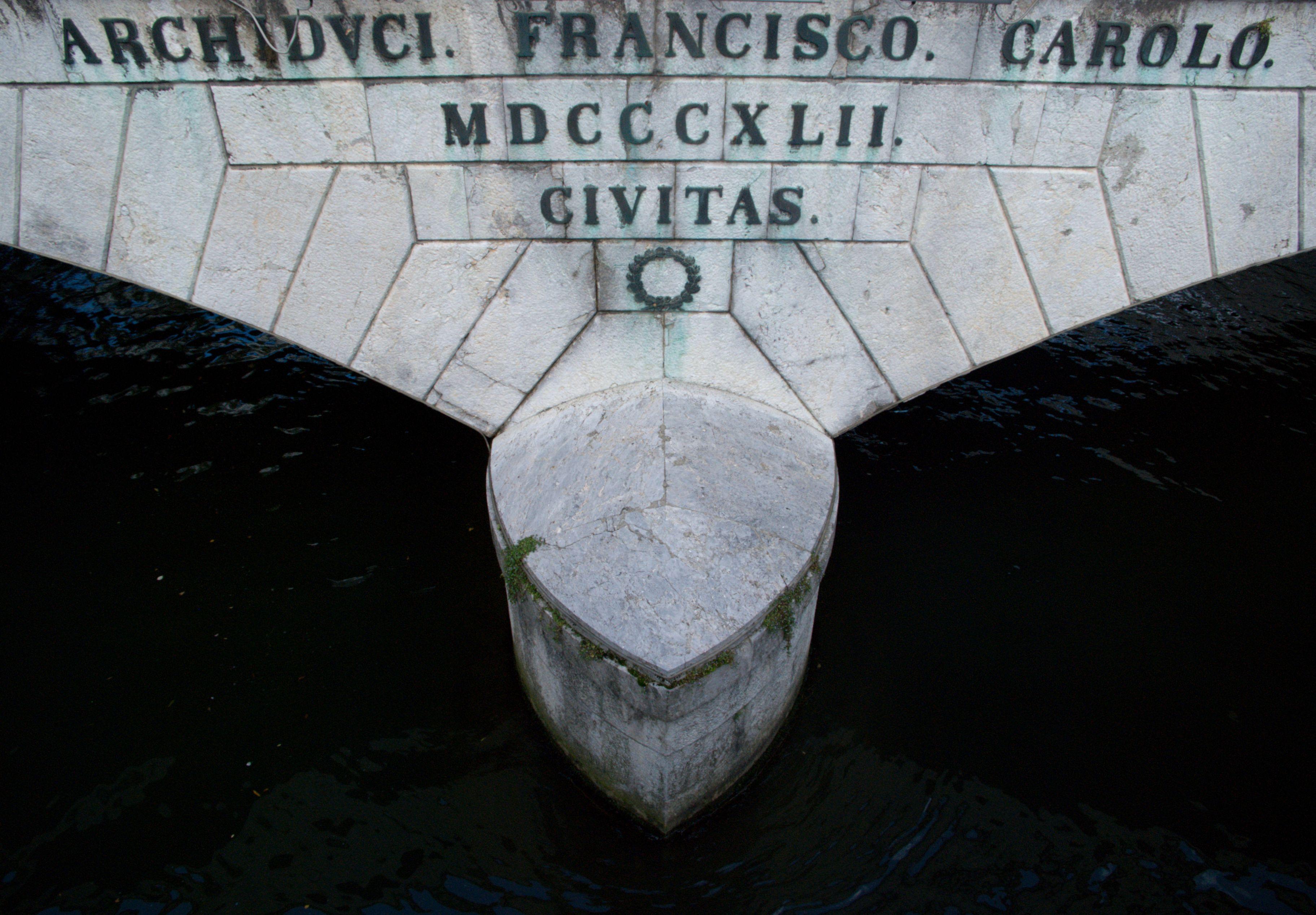
Inscripția în latină pe partea amonte a podului central este: “Arhiducelui Franz Karl. 1842. Orașul.”

Se menționează un pod de lemn în această locație din 1280. Inițial a fost numit Podul Vechi (Stari most) și mai târziu Podul de Jos (Spodnji most), în contrast cu Podul de Sus care a fost construit în locația actualului Pod al Cizmarilor⁠(d) în același secol. De asemenea, a fost numit Podul Špital (Špitalski most) după azilul de săraci din apropiere, care a fost înființat la începutul secolului al XIV-lea. A fost reconstruit în 1657 după un incendiu.
În 1842, Podul de Jos a fost înlocuit cu un pod nou, proiectat de Giovanni Picco, un arhitect italian din Villach, și a fost numit Podul lui Franz (Frančev most), în onoarea Arhiducelui Franz Karl al Austriei. Acesta a fost cunoscut și sub numele de Podul Franciscan (Frančiškanski most). Acest pod, deschis la 25 septembrie 1842, avea două arce și un gard metalic. Elementele esențiale ale podului au fost păstrate până în prezent, ceea ce este dovedit de dedicația inscripționată arhiducelui deasupra pilonului central, citind în latină „ARCHIDVCI FRANCISCO. CAROLO. MDCCCXLII. CIVITAS.”, care înseamnă „Arhiducelui Franz Karl în 1842 de către Oraș.”
Pentru a preveni ca podul cu arc din piatră din 1842 să devină un punct de blocaj, arhitectul Jože Plečnik a proiectat în 1929 extinderea podului cu două pasarele pietonale la un unghi ușor de fiecare parte a acestuia. În colaborare cu studentul său Ciril Tavčar, care a desenat planurile, a publicat propunerea în același an în revista Ljubljanski zvon. Construcția a început în 1931 și a continuat până în primăvara anului 1932. Podul a fost deschis pentru trafic în aprilie 1932.
Podul a fost renovat în 1992. Din 2007, toate cele trei poduri fac parte din zona exclusiv pietonală a Ljubljanei.

## Reprezentări
- Un model al podului este expus la Mini-Europa⁠(d) din Bruxelles.
- La 23 ianuarie 2012, sărbătorind cea de-a 140-a aniversare a nașterii lui Jože Plečnik, o imagine a Podului Triplu a fost prezentată ca o adaptare oficială a logo-ului Google (Doodle⁠(d)) în Slovenia.